# Kaiserpokal 1958
Der Kaiserpokal 1958 war die 38. Austragung des Kaiserpokals, des höchsten japanischen Fußballpokalwettbewerbs. Sieger des Wettbewerbs waren die Kwangaku Club.

## Ergebnisse

### Achtelfinale
|                    | Ergebnis |                       |
| ------------------ | -------- | --------------------- |
| Toyama Shukyudan   | 0:6      | Chūō-Universität Club |
| Meiyu Club         | 0:2      | Shida Club            |
| Hakodate City Hall | 1:6      | Keiō BRB              |
| Nambu Shukyudan    | 00:18    | Kwangaku Club         |
| Nagoya SC          | 0:3      | Toyo Industries       |
| Kyoto Shiko Club   | 2:3      | Universität Tokio LB  |
| Kandai Club        | 5:1      | Ehime Club            |
| Waseda-Universität | 1:3      | Yawata Steel          |

### Viertelfinale
|                       | Ergebnis |                      |
| --------------------- | -------- | -------------------- |
| Chūō-Universität Club | 0:1      | Shida Club           |
| Keiō BRB              | 0:1      | Kwangaku Club        |
| Toyo Industries       | 0:1      | Universität Tokio LB |
| Kandai Club           | 0:2      | Yawata Steel         |

### Halbfinale
|                      | Ergebnis |               |
| -------------------- | -------- | ------------- |
| Shida Club           | 0:3      | Kwangaku Club |
| Universität Tokio LB | 0:1      | Yawata Steel  |

### Spiel um Platz 3
|            | Ergebnis |                      |
| ---------- | -------- | -------------------- |
| Shida Club | 2:4      | Universität Tokio LB |

### Finale
|               | Ergebnis |              |
| ------------- | -------- | ------------ |
| Kwangaku Club | 2:1      | Yawata Steel |